# Mistrovství Evropy ve fotbale hráčů do 21 let 1992
Mistrovství Evropy ve fotbale hráčů do 21 let 1992 bylo osmým ročníkem tohoto turnaje. Vítězem se stala italská fotbalová reprezentace do 21 let. Turnaj také sloužil jako kvalifikace na olympijský turnaj 1992 v Barceloně, kam se kvalifikovaly čtyři nejlepší celky (s výjimkou týmů ze Spojeného království, které se na OH kvalifikovat nemohly). Pátý celek si zahrál mezikontinentální baráž s vítězem oceánské kvalifikace.

## Kvalifikace
Hlavní článek: Kvalifikace na Mistrovství Evropy ve fotbale hráčů do 21 let 1992
Celkem 32 týmů bylo rozlosováno do osmi skupin po třech, čtyřech, resp. pěti týmech. Ve skupinách se utkal každý s každým doma a venku. Vítězové skupin následně postoupili do vyřazovací fáze hrané systémem doma a venku.

## Vyřazovací fáze

### Čtvrtfinále
| Domácí v 1. zápase | Celkem  | Hosté v 1. zápase | 1. zápas | 2. zápas |
| ------------------ | ------- | ----------------- | -------- | -------- |
| Německo            | 4:5     | Skotsko           | 1:1      | 3:4      |
| Nizozemsko         | 2:2 (v) | Švédsko           | 2:1      | 0:1      |
| Dánsko             | 6:1     | Polsko            | 5:0      | 1:1      |
| Československo     | 1:4     | Itálie            | 1:2      | 0:2      |

- Na olympijské hry se kvalifikovaly týmy:
  - Postupující do semifinále:  Dánsko,  Itálie,  Švédsko (Skotsko se nemohlo kvalifikovat, protože není členem Mezinárodního olympijského výboru samostatně, ale jako Velká Británie)
  - Nejlepší z poražených čtvrtfinalistů:  Švédsko (3 body, skóre 2:2)
  - Druhý nejlepší z poražených čtvrtfinalistů -  Polsko (1 bod, skóre 1:6) se utkal v mezikontinentální baráži s týmem  Austrálie hrané systémem doma a venku. První zápas skončil 1:1 a odveta 2:2. Austrálie se kvalifikovala na OH díky pravidlu venkovních gólů.

### Semifinále
| Domácí v 1. zápase | Celkem | Hosté v 1. zápase | 1. zápas | 2. zápas |
| ------------------ | ------ | ----------------- | -------- | -------- |
| Skotsko            | 0:1    | Švédsko           | 0:0      | 0:1      |
| Dánsko             | 0:3    | Itálie            | 0:1      | 0:2      |

### Finále
| Domácí v 1. zápase | Celkem | Hosté v 1. zápase | 1. zápas | 2. zápas |
| ------------------ | ------ | ----------------- | -------- | -------- |
| Švédsko            | 1:2    | Itálie            | 0:2      | 1:0      |